# 순흥군
순흥군(順興郡, 1895년 ~ 1914년)은 조선말기 및 일제강점기의 안동부(1895년 ~ 1896년) 및 경상북도(1896년 ~ )의 하위 행정구역이다.

## 역사
- 고구려 급벌산군(及伐山郡)
- 신라 경덕왕 급산군(岌山郡)으로 개칭하여 삭주(朔州)의 영현으로 하였다.
- 고려 940년(태조 23) 흥주(興州)로 개칭하였다.
- 1018년(현종 9) 안동부(安東府)에 속하였다가 순안현(順安縣)으로 이속하였다.
- 1172년(명종 2) 처음으로 감무를 두었다.
- 충렬왕 흥녕현(興寧縣)으로 승격하고 현령을 두었다.
- 충숙왕 지흥주사(知興州事)로 승격하였다.
- 충목왕 순흥부(順興府)로 승격하였다.
- 조선 1413년(태종 13) 순흥도호부로 승격하였다.
- 1457년(세조 3) 단종 복위 운동으로 도호부를 혁파하여 그 영역을 인근의 군현으로 분산시켰다.
- 1683년(숙종 9) 순흥도호부로 복설되었다. 1829년(순조 29) 일시 강등되어 현감을 둔 일이 있었다.
- 1895년 6월 23일(음력 윤 5월 1일) 안동부 순흥군이 되었다.[1]
- 1896년 8월 4일 경상북도 순흥군이 되었다.[2]
- 1913년 1월 1일 영천군(榮川郡)에서 북면을 편입하고 소속된 동리를 인접한 면에 편입시켜 폐지하였다.[3][4]

| 도령 제3호                  |             |
| 구 행정구역                 | 신 행정구역 |
| 북면 지곡동                 | 단산면 일부 |
| 북면 오록동                 | 수식면 일부 |
| 북면 답곡동, 소천동(봉래동) | 봉양면 일부 |
| 북면 소천동(매곡동)         | 용암면 일부 |

## 1914년 이후

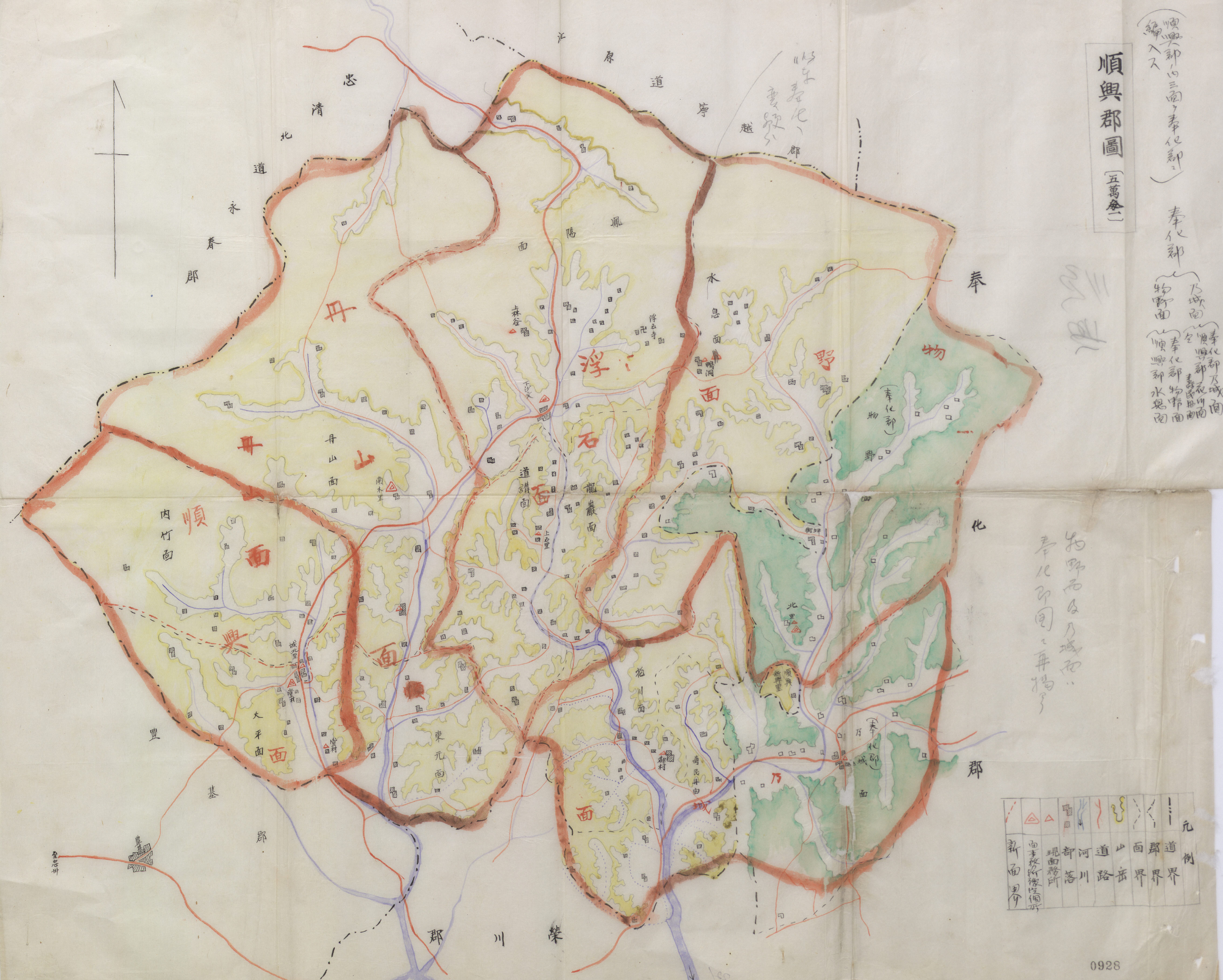

- 1914년 4월 1일 순흥군을 폐지하여, 영주군, 봉화군으로 편입되었다.[5] 폐지 당시 내죽면(內竹面), 대평면(大平面), 동원면(東元面), 단산면(丹山面), 봉양면(鳳陽面), 도강면(道講面), 용암면(龍巖面), 수식면(水息面), 화천면(花川面), 수민단면(壽民丹面)의 10개 면을 관할했다.[6]

| 부령 제111호, 도령 제2호 |             |             |                                        |
| 구 행정구역 | 신 행정구역 | 신 행정구역 | 신 행정구역                            |
| 대평면(大平面) 상덕현리/하덕현리, 동호리/후촌리/하촌리/당촌리 일부, 아신리/봉양리/성하리/사현정리/(내죽면)성북리, 지동/죽동/호방동/당촌리 일부, 상대리/하대리/묵동/정상동 | 영주군      | 순흥면      | 덕현리, 석교리, 읍내리, 지동리, 태장리 |
| 내죽면(內竹面) 속수리/원촌리/죽촌리, 배점리, 옥계리/여근리 | 영주군      | 순흥면      | 내죽리, 배점리, 청구리                 |
| 단산면(丹山面) 남목리/상단곡리/하단곡리, 마락리, 남동/병산리/대지리/오현리/증석리, 옥대리/지곡동/성곡리, 조작리/삼거리/좌석리 | 영주군      | 단산면      | 단곡리, 마락리, 병산리, 옥대리, 좌석리 |
| 동원면(東元面) 오현리/이목리/구구리 일부/등영리 일부/상암리 일부, 구미리/오상리/등영리 일부/구구리 일부, 사천리/상암리 일부 | 영주군      | 단산면      | 구구리, 동원리, 사천리                 |
| 봉양면(鳳陽面) 마흘천리/남대리, 답곡동/상호문리/하호문리, 신기동/송구리/북지리 일부, 북지리 일부/봉래동 일부/상사문리/하사문리, 대율리/상임곡리/하임곡리 | 영주군      | 부석면      | 남대리, 노곡리, 북지리, 소천리, 임곡리 |
| 용암면(龍岩面) 감곡리/석남리/(도강면)도복리/영모리, 고산리/(도강면)상석리, 본리/교천리, 우곡리/(도강면)우곡리 | 영주군      | 부석면      | 감곡리, 상석리, 용암리, 우곡리         |
| 도강면(道講面) 모치리/보계리/각암리 | 영주군      | 부석면      | 보계리                                 |
| 봉화군 물야면(物野面) 가평리/팔은리/개단리 일부/(순흥군 수식면)산운리 일부, 개단리 일부, 방평리/북지리 일부/동막리 일부 | 봉화군      | 물야면      | 가평리, 개단리, 북지리                 |
| 수식면(水息面) 천곡리/운평리/사동/(봉화군 물야면)구미리/수식리 일부, 황산리/창상리/창하리/(봉화군 물야면)수식리 일부, 조양리/압동/사곡리, 오록리/산운리 일부, 오전리/덕산리 | 봉화군      | 물야면      | 두문리, 수식리, 압동리, 오록리, 오전리 |
| 화천면(花川面) 도촌리 일부/망년리 일부, 도촌리 일부/(수민단면)건정리 일부/적덕리, 본리/망년리 일부 | 봉화군      | 내성면      | 도촌리, 적덕리, 화천리                 |
| 수민단면(壽民舟面) 사산리/상리/하리 | 봉화군      | 내성면      | 문단리                                 |
| 봉화군 내성면(乃城面) 거촌리/유곡리 일부/황전리 일부/(서면)하눌리 일부/(북면)세암리 일부, 삼계리/(물야면)북지리 일부/(순흥군 화천면)신흥리, 호평리/입석리 일부/(서면)반송리 일부/(순흥군 수민단면)건정리 일부, 토곡리/유곡리 일부/탑평리 일부/(물야면)동막리 일부/(북면)신기리 일부, 포저리/황전리 일부 | 봉화군      | 내성면      | 거촌리, 삼계리, 석평리, 유곡리, 포저리 |
- 순흥면은 내죽면, 대평면을 통합하여 순흥군에서 이름을 취하여 순흥면이라 하였다.
- 단산면은 1914년 동원면을 흡수하여 기존 단산면에서 이름을 유지하였다.
- 부석면은 봉양면, 도강면, 용암면을 통합하여 부석사에서 유래를 취하여 부석면이라 하였다.
- 물야면은 1914년 수식면을 흡수하여 기존 물야면에서 이름을 유지하였다.
- 내성면은 1914년 화천면, 수민단면을 통합하여 기존 내성면에서 이름을 유지하였다.

## 같이 보기
- 영주군
- 순흥면
- 순흥 안씨
- 단종 복위 운동
- 정축지변